# Juan Sarabia
Juan Sarabia Díaz de León (San Luis Potosí, 24 giugno 1882 – 17 ottobre 1920) è stato un politico, giornalista e rivoluzionario messicano, cofondatore  nel 1905 del Partito Liberale Messicano e vicepresidente dello stesso fino al 1911, quando si unì al movimento antirielezionista di Francisco Madero.
Partecipò al Congresso Liberale del 1901 a San Luis Potosí insieme a Camilo Arriaga, Librado Rivera e Antonio Díaz Soto y Gama. Fu segretario generale del Club Liberale "Ponciano Arriaga" e direttore del quotidiano El Porvenir, El Hijo del Ahuizote e collaboratore anche con Regeneración, Vésper, México Nuevo, El Renacimiento, Excélsior e al Diario del Hogar.
Esiliato negli Stati Uniti d'America dal 1904, partecipò alla organizzazione del Partito Liberale insieme a Ricardo Flores Magón, Librado Rivera, Antonio Irineo Villarreal, Rosalío Bustamante, Enrique Flores Magón e il fratello Manuel.
Nel 1905 fu in contatto con gli anarchici Emma Goldman e Florencio Bazora con i quali intrattenne frequenti conversazioni a cui parteciparono anche Antonio I. Villareal e Ricardo Flores Magón. Come risultato di queste conversazioni, le differenze ideologiche tra Sarabia e Flores Magón divennero più evidenti; mentre quest'ultimo adottava un atteggiamento radicale di tendenza anarco-comunista, Sarabia adottava una posizione più moderata.
Nel 1907 fu arrestato a Ciudad Juárez e trasferito nel carcere di San Juan de Ulúa da dove venne rilasciato nel maggio 1911, quando Porfirio Díaz si dimise dalla presidenza del Messico, dopo aver riconosciuto, con il trattato di Ciudad Juárez, la vittoria del movimento rivoluzionario guidato da Francisco Madero.
Sarabia fu eletto deputato per il San Luis Potosí durante il governo di Madero e imprigionato di nuovo quando il generale Victoriano Huerta sciolse la Camera dei deputati nel 1913. Fu rilasciato nel 1914 e si trasferì a El Paso, in Texas. Tornò in Messico nel 1915 e lavorò presso la Biblioteca Nazionale e fu direttore della Scuola industriale di Huérfanos. Nel 1917 perse l'elezione a governatore del San Luis Potosí contro il candidato di Venustiano Carranza e nel 1920 fu eletto senatore di quello stesso stato.
Morì il 17 ottobre 1920 a soli 38 anni.